# Al-Nakba: The Palestinian Catastrophe 1948
Al-Nakba: The Palestinian Catastrophe 1948 é um filme documentário de Benny Brunner e Alexandra Jansse. Segue os acontecimentos que rodeiam ao êxodo de 1948 na Palestina. Foi filmado em 1996, com duração de 58 minutos e está em inglês. Baseado no livro O Nascimento do Problema de Refugiados Palestinianos, 1947-1949 por Benny Morris, é o primeiro documentário em examinar a deslocação de 750.000 palestinianos durante o nascimento do estado de Israel. O filme move-se entre as entrevistas com os refugiados palestinianos e as reacções de soldados Irgun e Haganah que presenciaram e participaram nos eventos de 1948.

## Tema e tratamento

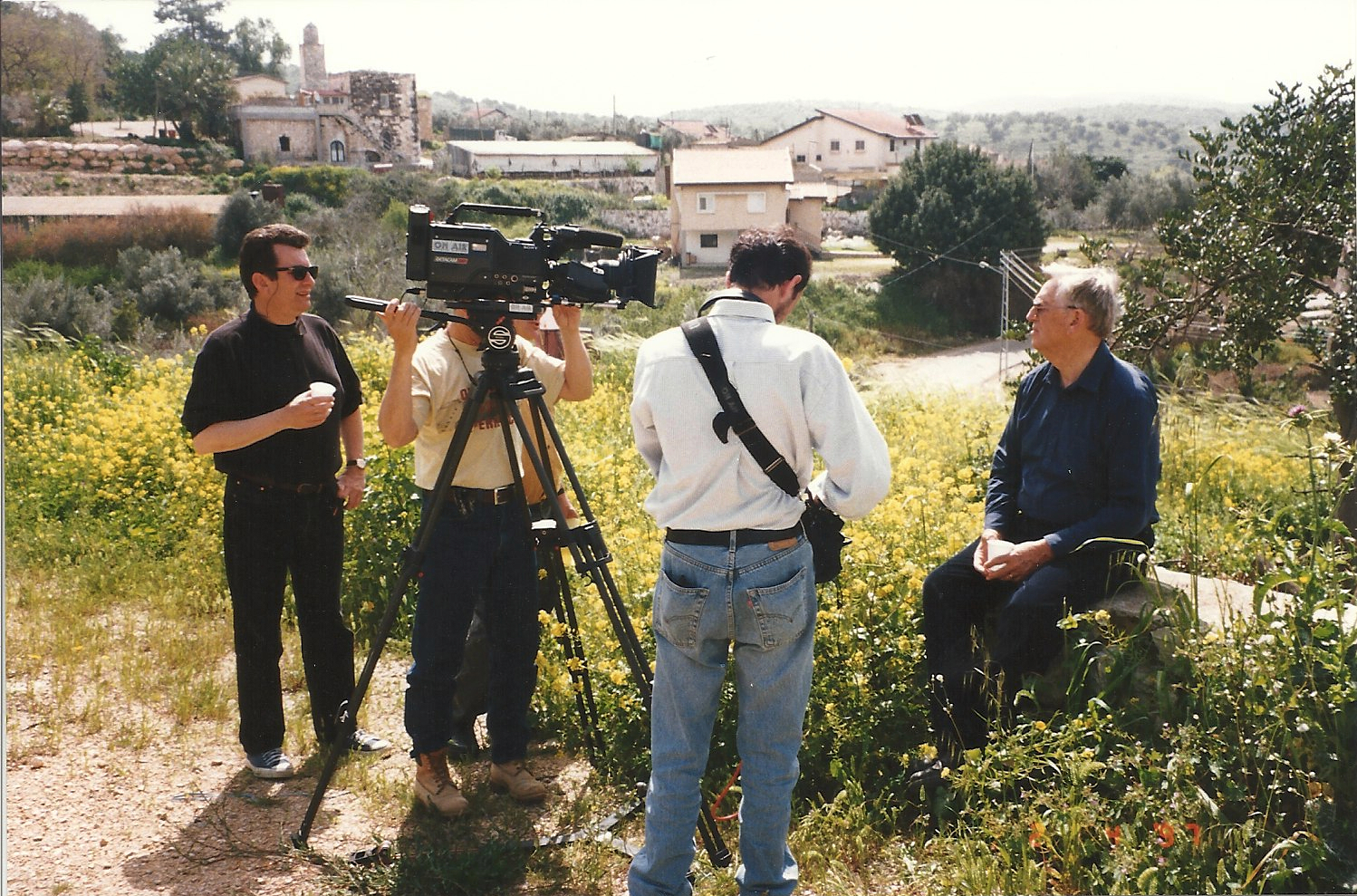
Brunner entrevista Mordechai de Bar-On, em Az-Zakariyya

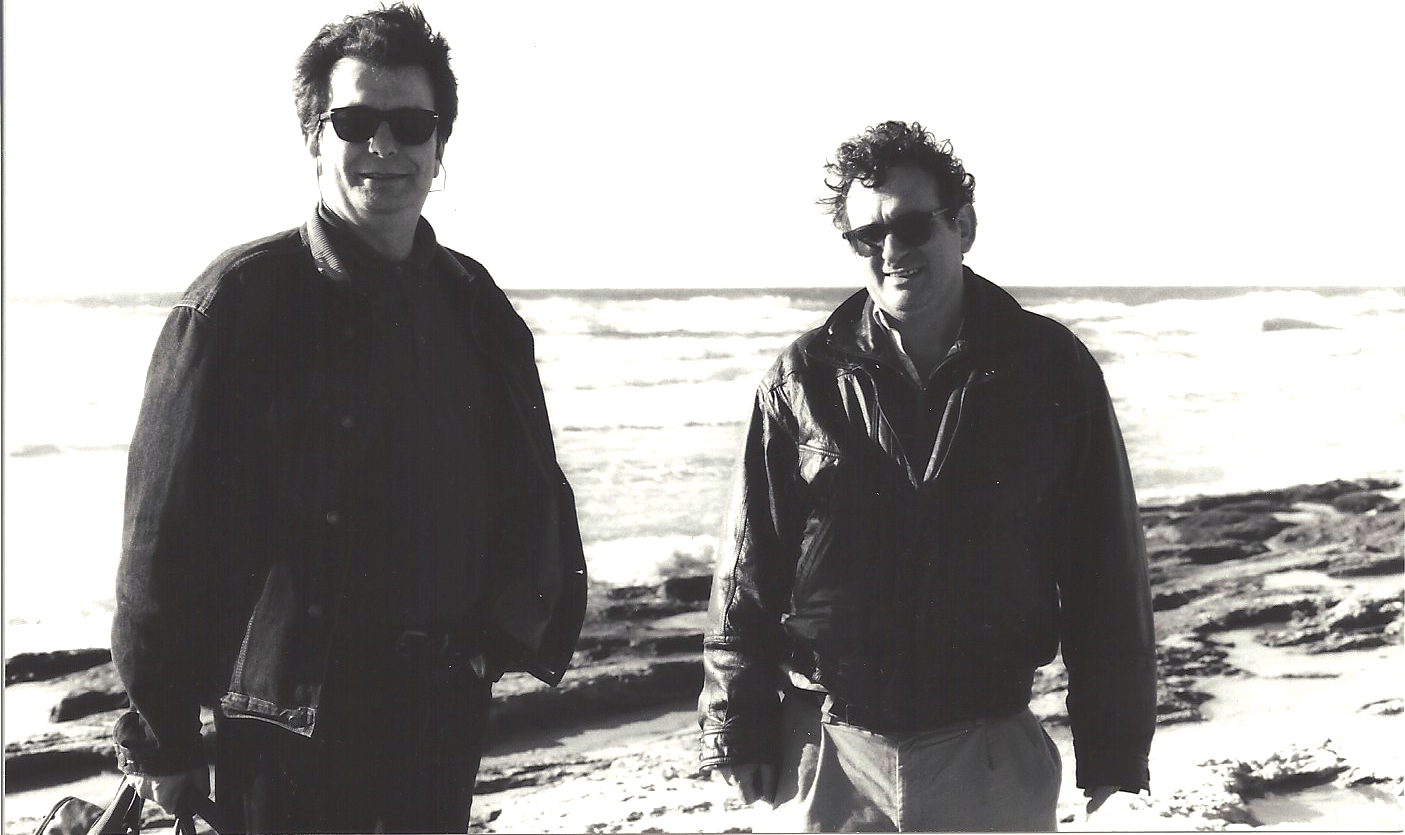
Benny Brunner e o historiador Benny Morris

Brunner tem afirmado que se inspirou para contar a história da Al-Nakba em 1988, após ler O Nascimento do Problema de Refugiados Palestinianos, 1947-1949 do historiador Benny Morris. Ele considerava que era um "momento crucial" para a impugnação do seu ponto de vista sobre o Sionismo após chegar mesmo a achar que alguns palestinianos foram expulsados e que os líderes árabes não tinham dito aos palestinianos que se fossem embora. Começou a perguntar-se quantos palestinianos foram expulsos. Depois, decidiu converter o livro num filme como tinha feito com outros textos. Brunner disse, "Cada filme tem o seu próprio limite de tempo, e eu faço as minhas opções. Eu não mudaria nada no filme."
"Queríamos ter um montão de informação no cinema e não fazer um filme emotivo," mencionou a co-directora Alexandra Jansse, posteriormente numa entrevista. "Mas o filme foi levado a um nível superior mediante a adição da poesia palestiniana. Queremos agregar o nível emocional dos palestinianos que têm o seu coração destroçado e que possam ver em seus olhos."
Benny Morris participou no filme, apesar das diferentes conclusões e metodologia de Brunner.

## Estreia
O filme estreou-se em Amesterdão, e depois difundiu-se pela europa central e ocidental, e percorreu Israel com sessões de perguntas e respostas do director para convidar à discussão do tema. Em Israel, o filme foi exibido em Tel Aviv.
O Festival de Cinema Judeu de San Francisco projectou-o em 1998 no Teatro Castro. O filme recebeu comentários como este: "o mais polémico filme no festival deste ano", e a sua apresentação coincidiu com o cinquentenário de Israel. "O filme ficou para perto do que se pode afirmar como um facto, seja pelo arquivo da evidência ou de relatos em primeira pessoa", sustentava o comentário.